# Symbiotes montanus
Symbiotes montanus es una especie de coleóptero de la familia Endomychidae.

## Distribución geográfica
Habita en Colorado, Ohio, Nueva York y Florida (Estados Unidos).